# Jan Melena
Jan Melena (* 8. listopadu 1986) je český ilustrátor, malíř, spisovatel, grafik, kurátor výstav a historik umění.

## Život
V letech 2006-2009 studoval Malířství na FAVU VUT v Brně, v letech 2008-2009 Klasickou archeologii na Masarykově univerzitě v Brně, v letech 2009-2014 obor Dějiny umění a památková péče na Filozofické fakultě Ostravské univerzity. Žije a tvoří v Praze.

## Dílo
Publikace
- MELENA, Jan. Kocour Hans von Xeno a zátiší pro mykofila. Straky na vrbě. 2022.
- MELENA, Jan. Bloudění kocoura Hanse von Xeno. Straky na vrbě. 2021
- KOUDELA, T.(ed.)  Katalog k výstavě Rosa Bohemiae. Ostravská univerzita v Ostravě. 2021.
- MELENA, Jan. Kraniometrie. Koudela Tomáš (Text do katalogu výstavy). Nákladem Jan Melena. Ostrava 2017.
- VRAK, Jan. Řeč která čeká na své ráno. Ilustrace: Jan Melena. Nákladem Jan Melena. Ostrava 2016.
- MELENA JAN. Odrazy cest. (Text do katalogu výstavy). Galerie UFFO, Trutnov. 2015.
- NESNÍDALOVÁ-PACLÍKOVÁ, Jitka. Intimní nasvícení. Text: Jan Melena. Nakladatelství Vltavín. Praha 2016.
- MELENA JAN. Strange Garden. (Text do katalogu výstavy). Galerie Václava Špály, Praha. 2016.

Výstavní činnost
- Hlava nehlava – Jan Melena, Coworkingové centrum Praha, Praha, září – říjen 2016, úvodní slovo: Mgr. Tomáš Koudela
- VI. mezinárodní malířské sympozium „Hradišťský plenér“ – Josef Vydrnák, Ján Balaj, Anna Sypěnová, František Pavlica, Petr Bulava, Roman Trabura, Jan Melena, Galerie Vladimíra Hrocha, Uherské Hradiště, 12. 8. – 30. 9. 2016, kurátor výstavy: Martin Dvořák
- Hlava hlav – Jan Melena, Městská knihovna Havířov, Havířov, 30. 3. – 22. 4. 2016, úvodní slovo: Mgr. Tomáš Koudela
- Potkali se v Brně – Michal Čechura, Jan Melena, Artfabrika, Praha, duben 2016, úvodní slovo: MgA. Jan Pražan
- Šešublů šou – Pavel Forman, Jitka Nesnídalová, Barbora Maštrlová, Lyube Petrov, Tomáš Koudela, Michal Čechura, David Jedlička, Jan Melena, Výstavní síň Viléma Wünscheho, Havířov, 1. 3. – 31. 3. 2016
- Rendez – vous v lužním lese – Pavel Forman, Junichiro Ishii, Barbora Maštrlová, Jan Melena, Jitka Nesnídalová, Lyube Petrov, Elena Steiner, Galerie Reistna, Valtice, 21. 8. – 23. 8. 2015
- Spektrum2K – kolektivní výstava, Kavárna NTK, Praha, červenec – září 2015
- TRES+ - Tomáš Koudela, Zdenek Pala, Jan Melena, Galerie Taurus, Znojmo, 30. 8. – 4. 10. 2014
- Tajné služby – Jan Melena, Galerie Jiří Putna, Brno, 24. 1. – 22. 2. 2014
- TRES+ - Tomáš Koudela, Zdenek Pala, Jaromír Horák, Jan Melena, Kaple božího těla, Kutná Hora, 1. 8. – 31. 8. 2013
- Karaoke – Tomáš Koudela, Jan Melena, Galerie na půdě, Ostrava, září 2012, úvodní slovo: prof. PhDr. Aleš Zářický, Ph. D.
- Obrazy – Jan Melena, Galerie Radost, Havířov, 4. 1. – 29. 1. 2012
- Z hlubin země, z hlubin mysli – Jan Melena, Krajský úřad Ostrava, Ostrava, říjen 2011
- Biohazard – Jan Melena, Galerie Hukvaldy, Hukvaldy, 2011
- Kresby a grafika – Jan Melena, Galerie Maryčka, Havířov, 29. 7. – 27. 8. 2010
- Honzíkova cesta – Jan Melena, Knihovna města Ostravy, Ostrava, 4. 3. – 28. 3. 2009
- Pod oblaky – Jan Melena, Kulturní dům Těrlicko, Těrlicko, 23. 6. – 7. 7. 2007
- Malba I. – kolektivní výstava ateliéru malířství I, FAVU VUT v Brně, Galerie Platinium, Brno, 14. 6. 2007 – 11. 9. 2007
- Obrazy – Martin Šťáva, Jan Melena, Galerie Maryčka, Havířov, 1. 6. – 25. 6. 2006
- Obrazy – Jan Melena, Městská knihovna Havířov, listopad 2005

Kurátorství výstav
- Rosa Bohemiae – Národní galerie v Sofii, Bulharsko, srpen-září 2021
- Martin Kocourek – Povstání,
- Petr Ptáček – Malba a kresba, Galerie Imperial, Karlovy Vary, 6. 3.-7.3. 2017
- Jakub Hubálek – Untitled, Galerie Peron, Praha, 31.1.2017
- Martin Šárovec, Galerie Václava Špály, Praha, 9.12.2016-22.1.2017
- Jens Asmus- Still (a) life, Coworkingové centrum Praha, říjen 2016
- Jan Gemrot- I am the Night, Galerie Peron, Praha, září 2016
- Martina Salajka - Obrazy a grafika, Coworkingové centrum Praha, srpen 2016
- Art Brut All- kolektivní výstava (Lysáček, Schovánek, Štreit, Jarodzki, Kosalka, Petrbok, Zautashvili, Tsetskhladze, Kowolowski atd.) v rámci hudebního festivalu Brutal Assault 2016, Josefov, srpen 2016.
- Vyhnání z ráje - Jakub Mikula, Coworkingové centrum Praha, červenec 2016
- Umění je hra - Jitka Nesnídalová, Coworkingové centrum Praha, červen 2016
- Ode zdi ke zdi - Martin Šárovec, Galerie Peron, Praha, únor 2016
- Lyuben Petrov - Obrazy, Coworkingové centrum Praha, leden-únor 2016
- Zima lásky- Forman, Jedlička, Hudeček, Institut Sztuki, Cieszyn, leden-únor 2016
- Rotorhead- Petr Ptáček, Coworkingové centrum Praha únor-březen 2016
- Šešublú show- Nesnídalová, Maštrlová, Forman, Jedlička, Melena, Koudela, Čechura, Petrov, KD Leoše Janáčka, Havířov, březen 2016.
- Interdisciplinární seminář- Tomáš Koudela, Coworkingové centrum Praha, březen-duben 2016
- Freudenthal show 3 - kolektivní česko-polská výstava, Galerie Freud&Thal, Bruntál, srpen 2015
- Odrazy cest- Jitka Nesnídalová, Galerie UFFO, Trutnov, srpen 2015
- Rendez-vous v lužním lese - kolektivní výstava, Galerie Reistna, Valtice, srpen 2015
- Spektrum2k - kolektivní výstava, Praha, červenec-září 2015
- Ikeastajl - Michal Čechura, pořadatel Free2work, Praha, duben 2015
- Přes kameny ke hvězdám - Jitka Nesnídalová, Galerie Lapidárium, Praha, květen 2015
- Apokalypsarium - Lyuben Petrov, Galerie Tančící dům, Praha, leden 2015
- Narozeniny - Jitka Nesnídalová, Galerie Nina Hedwic, Praha, září 2014
- Mezi námi - Blanka Nováková, Galerie Nina Hedwic, Praha, srpen 2014
- Přetékej zahrado - Jan Pražan a Barbora Chlastáková, Výstavní síň Synagoga, Hranice na Moravě, červenec 2014
- Tres+ - Zdeněk Palla, Jan Vrak, Galerie na půdě, Ostrava, listopad 2013